# Cololejeunea magnilobula
Espèce
Statut de conservation UICN

 EN B2ab(iii,iv,v); C2a(i) : En danger
Cololejeunea magnilobula est une espèce de plantes de la famille des Lejeuneaceae.

## Liste des variétés
Selon Catalogue of Life (9 avril 2019) :
- variété Cololejeunea magnilobula var. falcidentata
- variété Cololejeunea magnilobula var. magnilobula

Selon Tropicos (9 avril 2019) :
- variété Cololejeunea magnilobula var. falcidentata Pócs & G.E. Lee

## Publication originale
- Bulletin of the Tokyo Science Museum 11: 99. 1944.